# Creuzburg

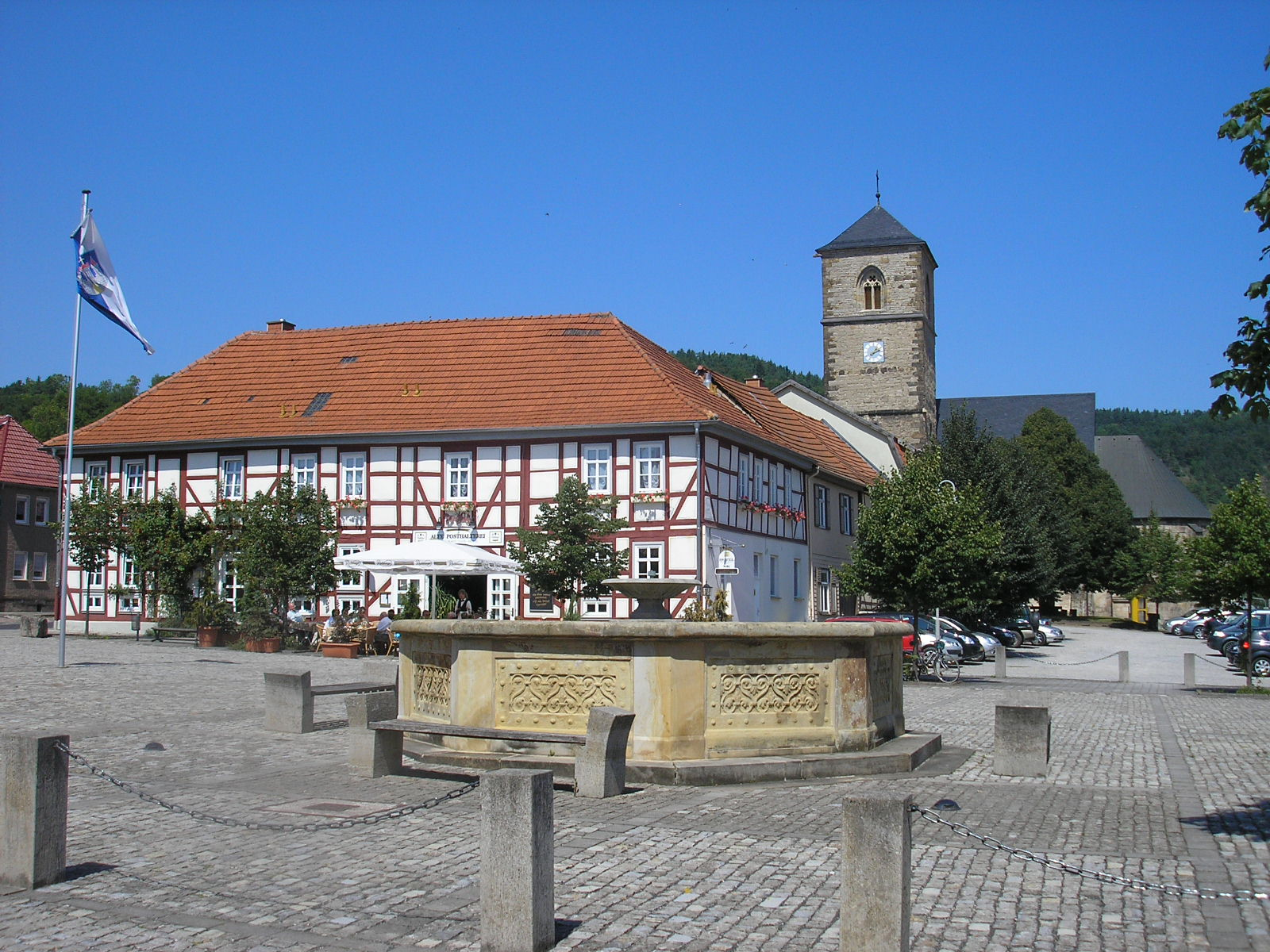
Marktplatz

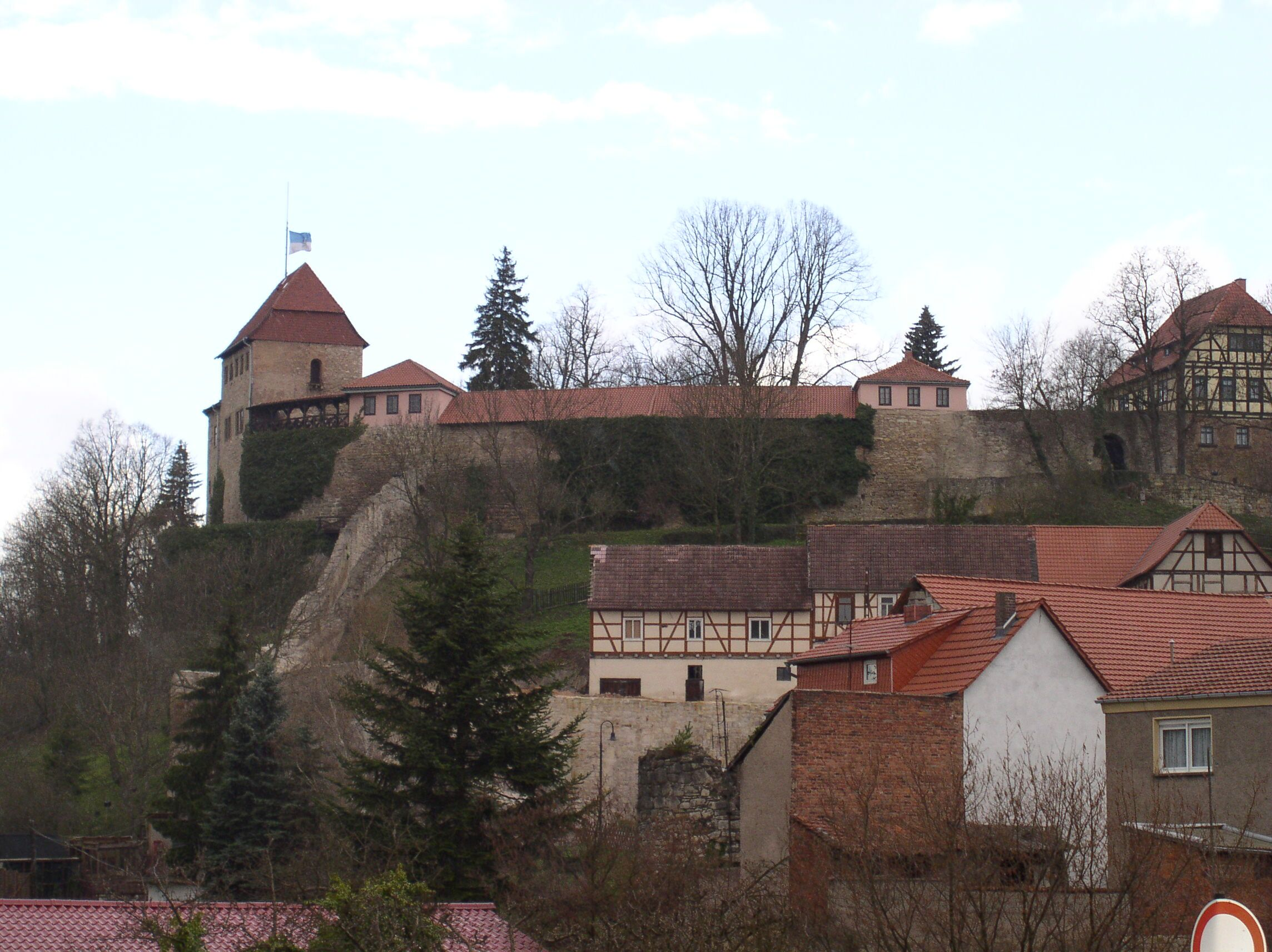
Burg Creuzburg

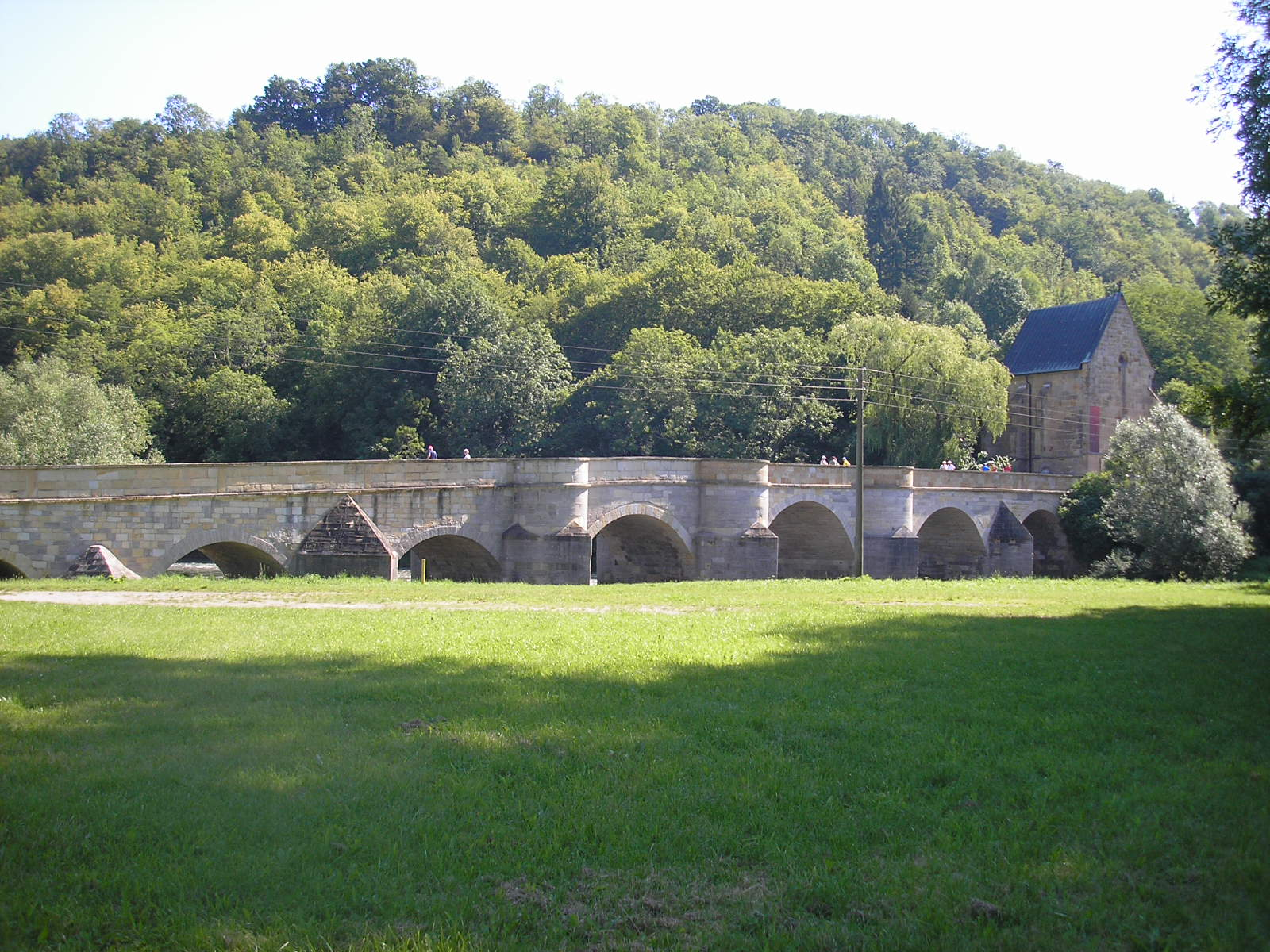
Steinerne Werrabrücke (1225) mit der 1499 daneben errichteten Liborius-Kapelle

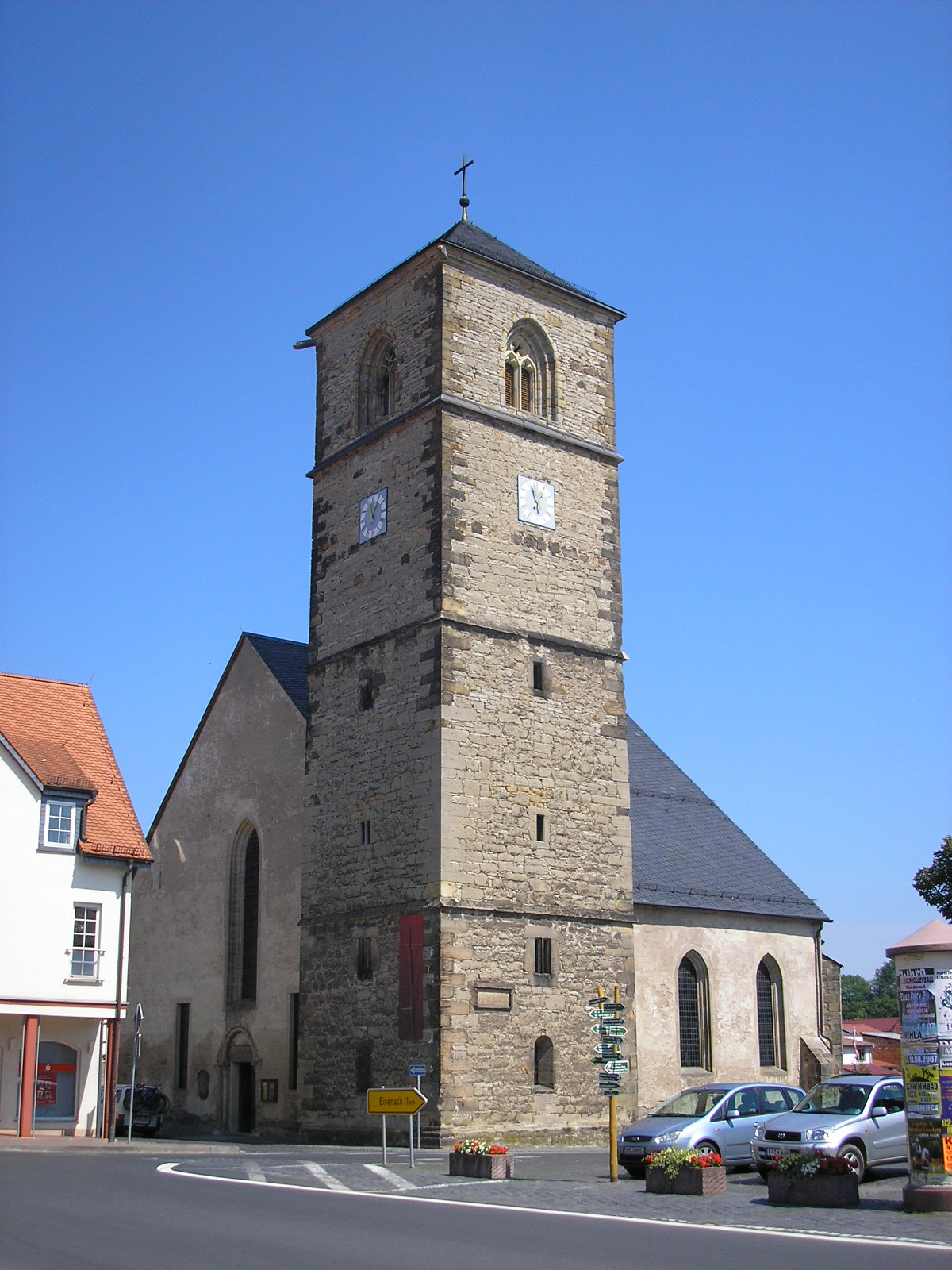
Nikolaikirche (1215) im Stadtzentrum

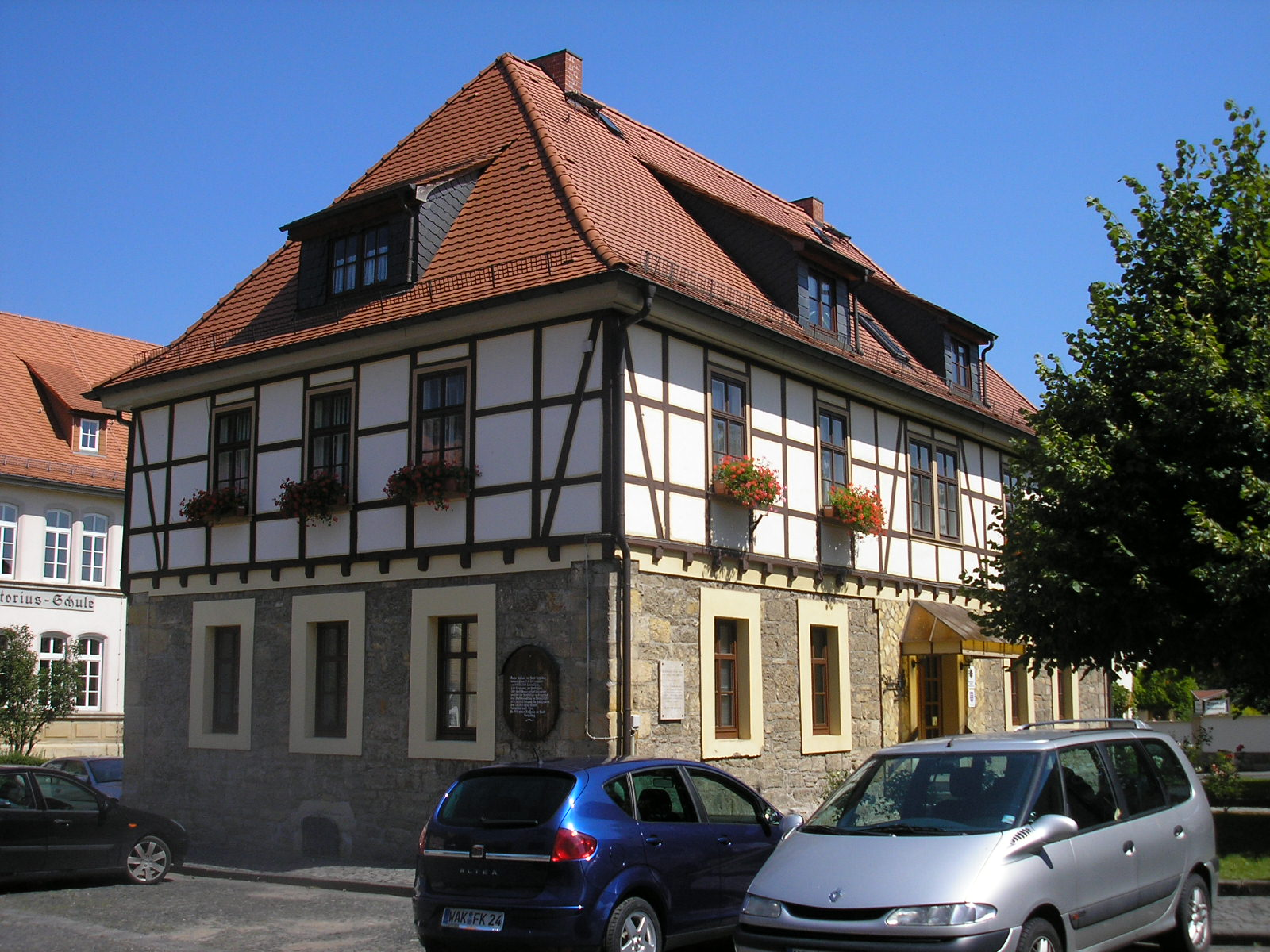
Rathaus

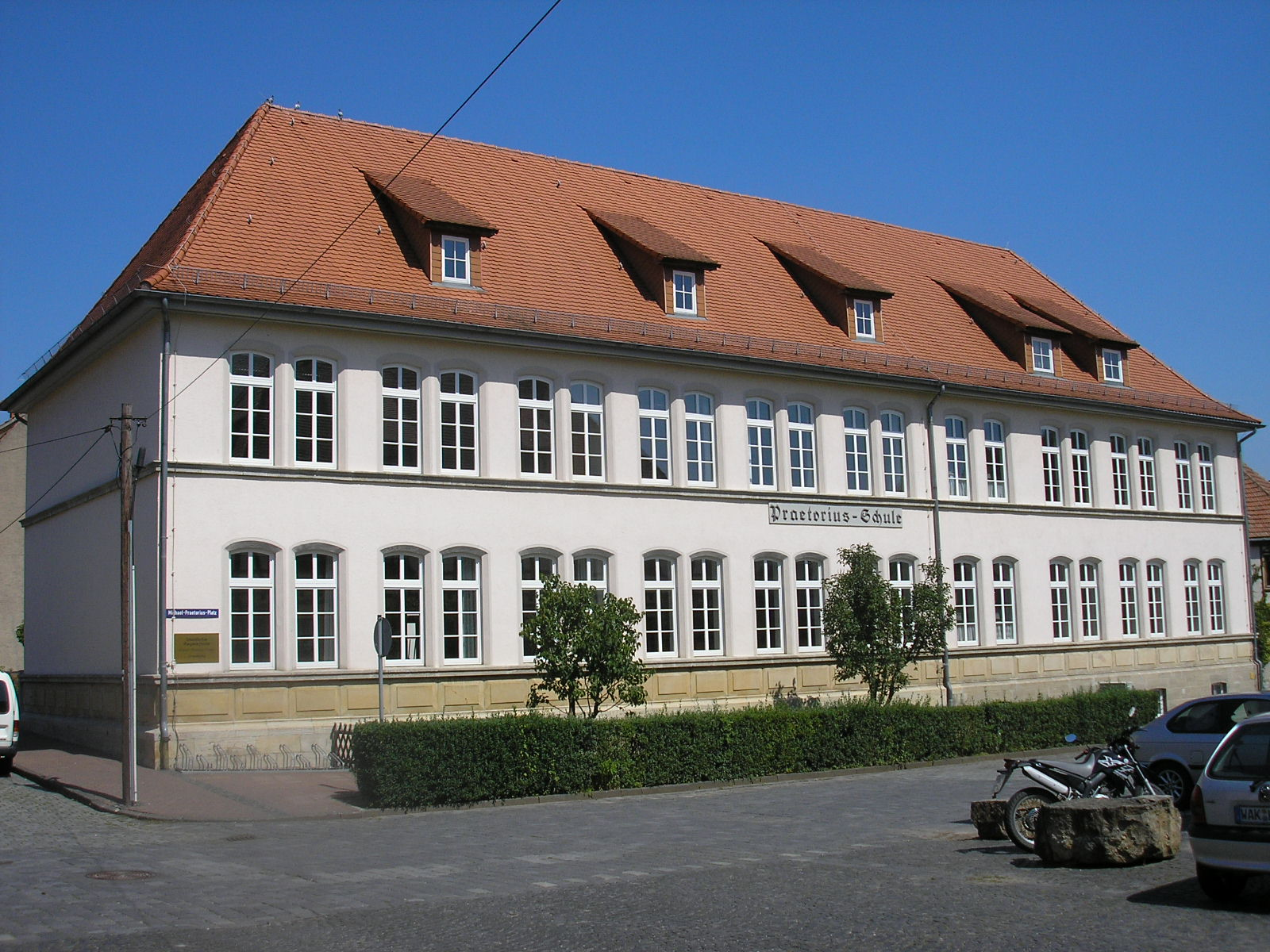
Schule

Creuzburg ist der größte und namensgebende Ortsteil der Kleinstadt Amt Creuzburg im Wartburgkreis in Thüringen (Deutschland) und Sitz der Verwaltungsgemeinschaft Hainich-Werratal. Creuzburg ist durch die Burg Creuzburg weithin bekannt.

## Geografie

### Geografische Lage

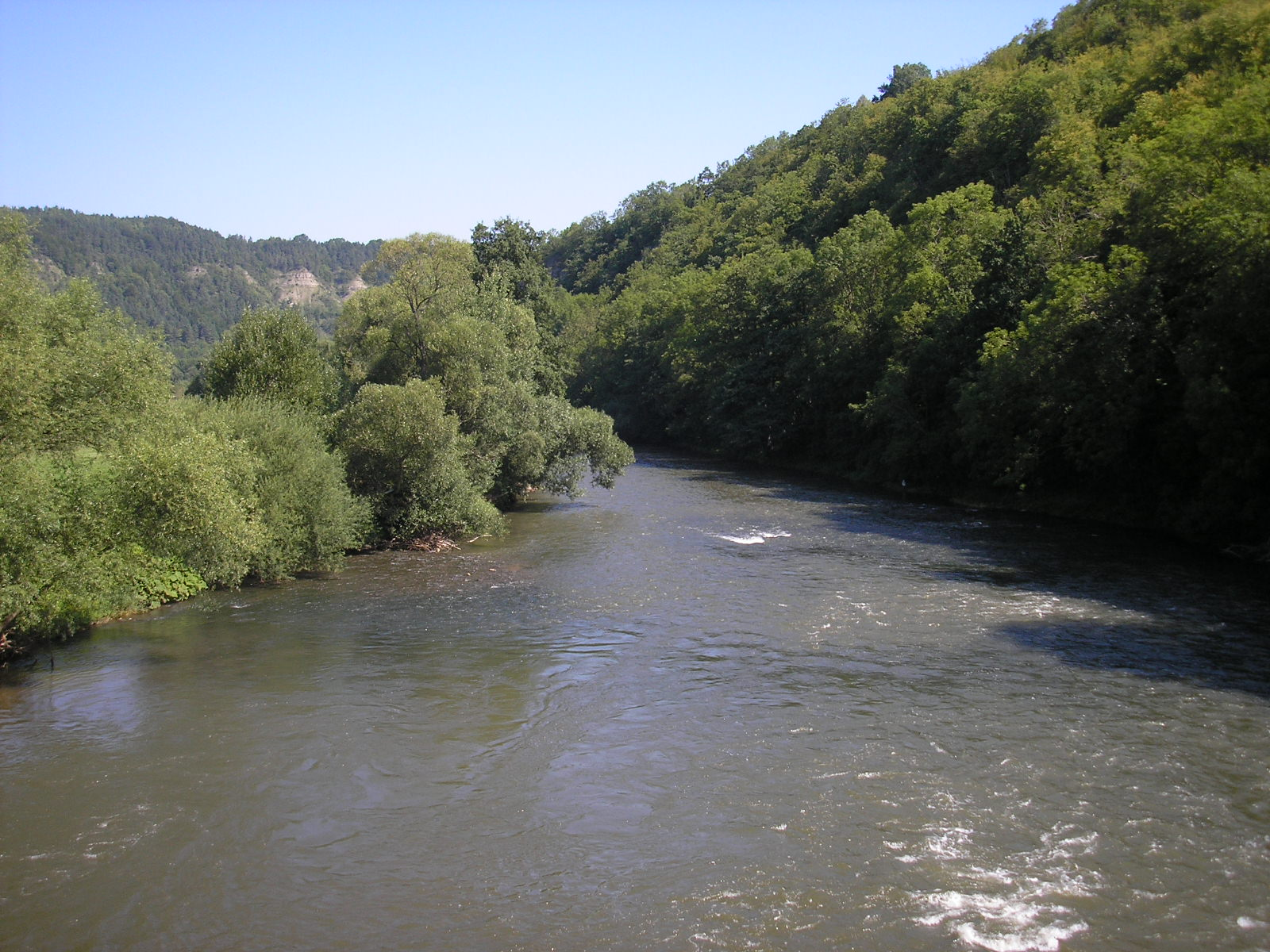
Die Werra in Creuzburg

Creuzburg liegt zwischen Ringgau im Westen, Hainich im Osten, Thüringer Wald im Süden und Eichsfeld im Norden. Es befindet sich rund zwei Kilometer östlich der ehemaligen Innerdeutschen Grenze bzw. der hessischen Grenze am Ufer der Werra. Markante Berge und Erhebungen säumen das Werratal bei Creuzburg, zu ihnen gehören der Wisch und der Brückenberg in Ortsnähe, der Große Pferdsberg, der Entenberg, der Schlierberg und der Tellberg bei Wilhelmsglücksbrunn.
Zu Creuzburg gehört das ehemalige Stiftsgut Wilhelmsglücksbrunn und die Kleinsiedlung Ebenau.

### Geologie
Geologisch betrachtet liegt Creuzburg im Bereich eines Grabenbruchs in der geologischen Formation Trias. Diese geologische Situation führt dazu, dass auf dem Ortsgebiet einige „geologische Fenster“ zu sehen sind. Dazu gehören:
- die Steinbrüche Ebenau und Scherbda (beide in Betrieb) (Muschelkalk)
- die ehemaligen Steinbrüche Schlierberg und Eichelberg bei Madelungen (Buntsandstein)
- der Berg Roter Kopf bei Ifta sowie die ehemalige Kiesgrube Hohleite südlich von Ütteroda, ein Aufschluss des Keuper.[2]

## Geschichte

### Bis 1900
Creuzburg blickt auf eine über 1000-jährige Geschichte zurück und ist einer der Orte Thüringens, die am frühesten das Stadtrecht erhielten. Hügelgräber auf seinem Gebiet weisen auf eine frühzeitliche Besiedlung, mindestens seit der Bronzezeit hin. Die Anfänge der Besiedlung um den späteren Burgberg gehen auf eine günstige Straßenlage zurück. Die Königsfurt und die Werrabrücke ermöglichten den Werraübergang der Lange Hessen, einer wichtigen mittelalterlichen Heer- und Handelsstraße mit West-Ost-Orientierung. Von dieser Reichsstraße zweigten bei Creuzburg regional bedeutende Verbindungen in den Raum Mühlhausen/Thüringen und Langensalza ab.
Nach lokalen Überlieferungen (Gründungsgeschichte) wirkte der Missionar Bonifatius auch in Creuzburg und begründete auf dem Burgberg das Benediktiner-Kloster „St. Peter“. An diese ersten Bekehrungsversuche der heidnischen Vorfahren erinnert ein mehrfach erneuertes hölzernes Kreuz im Burghof.
Im 10. und 11. Jahrhundert war die Region im Besitz der Reichsabtei Fulda, die hier eine wirtschaftlich blühende Grundherrschaft unterhielt. Die Ersterwähnung von Milingen, einer der vier Orte, deren Bewohner sich später in der neu gegründeten Stadt Creuzburg zusammenschlossen und niederließen, erfolgte in einer Ottonenurkunde vom 22. Oktober 973.
1137 kam die Propstei Creuzburg in den Besitz der thüringischen Ludowinger. Landgraf Ludwig I. erwarb sie im Austausch gegen einen Teil der Ländereien, die ihm durch Erbschaft in Hessen zugefallen waren. Das vorhandene Kloster wurde aufgelöst und zum Ersatz um 1173 das St.-Jakob-Kloster gestiftet. In Erkenntnis der wirtschaftlichen und strategischen Bedeutung des Platzes bauten seine Nachfolger die Stellung Creuzburgs aus. Landgraf Hermann I. begann auf dem Berg mit dem Bau einer Burg (Burg Creuzburg) und ließ die in der Region verstreuten Bauern in einer Siedlung am Fuß des Berges zusammenfassen. So wurde die Stadt Creuzburg planmäßig angelegt, 1213 mit Stadtrechten wie Wappenführung und Gerichtsbarkeit ausgestattet und von einer Mauer umgeben. Das benachbarte Dorf Scherbda, heute zu Creuzburg gehörig, wurde erstmals 1229 als Siedlung um ein Lehnsgut urkundlich erwähnt.
Den Höhepunkt für die Bedeutung Creuzburgs bildeten die Regierungsjahre des Landgrafen Ludwig IV., des Heiligen, und seines Sohnes Hermann II. Nach der Hochzeit Ludwigs mit der ungarischen Königstochter Elisabeth, die später als Heilige Elisabeth in die Geschichte einging, wurde die Creuzburg, nach der Wartburg, zur Zweitresidenz. Hier wurden Feste gefeiert und die Kinder des jungen Paares geboren. Ludwig ließ die Burg verschönern und sorgte durch den Bau der ersten steinernen Brücke über die Werra für die Sicherung des Handelsweges. Ehe er 1227 zum Kreuzzug aufbrach, verabschiedete er sich von seinen Getreuen in einer großen Versammlung der thüringischen Edelleute auf der Burg. Ludwig kehrte nicht zurück. Sein Bruder Heinrich Raspe übernahm die Vormundschaft für den unmündigen Neffen Hermann II. Elisabeth verließ Thüringen und zog sich in die hessischen Besitzungen zurück, wo sie wenige Jahre später in Marburg starb. Mündig geworden, übernahm Hermann die Regierung als Landgraf von Thüringen und Hessen. Die Creuzburg blieb seine Residenz bis zu seinem plötzlichen Tod im Alter von nur 18 Jahren. Sein Onkel und Nachfolger Heinrich Raspe verlegte den Regierungssitz wieder allein auf die Wartburg.
Im Verlauf des Thüringer Erbfolgekrieges wurde Creuzburg von verschiedenen Kriegsparteien belagert. König Adolf von Nassau zog 1295 mit einem Heer durch Thüringen, um seine Ansprüche auf das Land durchzusetzen, er ließ nahe der Gottesackerkirche eine Befestigung – die Adolphsburg – erbauen und schoss von dort aus Steine und Brandsätze in die Stadt. Die Bevölkerung zog sich daraufhin in die sichere Creuzburg zurück, die Stadt brannte nieder.
Die wirtschaftliche Grundlage der mittelalterlichen Stadt beruhte neben dem Handel auf Ackerbau und Viehzucht, wobei große Teile der Flur im Besitz des St.-Jakob-Klosters und der Rittergüter waren. An den steilen Südhängen wurden Weinberge angelegt. Schon im 12. Jahrhundert erbaute man den etwa vier Kilometer langen Mühlgraben und ermöglichte so den gleichzeitigen Betrieb von vier Mahl- und Sägemühlen in der westlichen Vorstadt. Bei Bauarbeiten wurde 1963 eine hochmittelalterliche Töpferei entdeckt und ausgegraben. Bedeutend war das Creuzburger Gerberhandwerk, auch Sattler und Schuster werden genannt. Für das Kloster und die Kanzlei arbeiteten Pergamentmacher.
Das Steinhauerhandwerk nutzte die hervorragende Qualität des heimischen Sandsteines. Die hohe künstlerische Qualität belegen zahlreiche Grabplatten in den Kirchen der Stadt und der Nachbarorte. Im 15. Jahrhundert wurden mit der Nutzung von Salzquellen und der Wallfahrtskapelle (geweiht St. Liborius) neue wirtschaftliche Impulse ausgelöst.
Unter den Wettinern blieb Creuzburg ein wichtiger Verwaltungsmittelpunkt, das Amt Creuzburg reichte im Osten bis Stregda und zum Kamm des Hainichs, im Süden bis in das Eltetal, im Norden und Westen markierte der Heldrastein die Zuständigkeitsgrenze. Creuzburg blieb in den folgenden Jahrhunderten von den Wirren der Kriege – besonders des Dreißigjährigen Krieges – und von Brand- und Naturkatastrophen nicht verschont.
In einem Brief schilderte Goethe, später Staatsminister des Herzogtums Sachsen-Weimar-Eisenach, seine Eindrücke von der 1765 und noch einmal 1782 ausgebrannten Stadt und hinterließ eine Zeichnung der Nikolaikirche. Eine wirtschaftliche Besonderheit stellte die 1758 eingerichtete Seidenraupenzucht dar, sie wurde nach zahllosen Misserfolgen 1808 endgültig aufgegeben.
Im 19. Jahrhundert entwickelte sich Eisenach mit seiner Kammgarnspinnerei zu einem regionalen Zentrum der thüringischen Textilindustrie. Hierzu wurde auch aus Creuzburg in großen Mengen heimische Schafwolle aufgekauft. Die regionale Landwirtschaft forcierte in der Folge die Schafhaltung (Bau mehrerer Schafställe in der Flur). Eine saisonale Beschäftigung in Creuzburg ermöglichte die Tabakverarbeitung und arbeitsintensive landwirtschaftliche Kulturen (Kartoffel- und Rübenanbau), erste Obstplantagen wurden angelegt. In Creuzburg befand sich auch eine Glockengießerei. Für die 1810er und 1820er ist sie unter „Gebrüder See“ auf zwei verlorenen Glocken in Altenburschla (1820) und Heyerode (1814) belegt. In den 1860er Jahren goss Christian See Glocken, erhalten sind die in Walburg (1860) und Völkershausen (1869), zerstört sind jene in Niederelsungen, Rambach und Wettesingen (alle: 1863).

### Ab 1900
Nach Eröffnung der Eisenbahnstrecke im Jahr 1907 gründete der Krefelder Textilunternehmer Ernst Engländer eine Seidenweberei in der Bahnhofstraße und warb Mitarbeiter aus seinen Stammbetrieben in Reichenbach im Vogtland und Mährisch-Schönberg an. Die Creuzburger Firma wurde 1912 eingeweiht, sie war auf die Herstellung von Kleider- und Futterstoffen aus Naturseide spezialisiert und hatte 112 Webstühle. Nach Enteignung des Besitzers durch die Nationalsozialisten, Engländer war Jude, wurde die Firma an die Seidenweberei C.W. Crous & Co in Berga/Elster angegliedert und auf die Produktion von Fallschirmseide umgestellt. In der DDR-Zeit gehörte die Fabrik zum VEB Novotex, danach VEB Greika Greiz.
Auf Grund einer Verwaltungsreform wurde 1922 die Gemeinde Ebenau mit den Ortsteilen Buchenau, Eschenborn, Freitagszella, Mihlberg und Hahnroda nach Creuzburg eingemeindet. 1925 wurde dies in Teilen rückgängig gemacht und die Gemeinde Buchenau geschaffen.
Trotz Kriegen und Bränden hatte sich ein reicher Denkmalbestand in der Stadt erhalten. Am Ostersonntag, dem 1. April 1945, wurde der Ort von US-Truppen durch direkten Artillerie-Beschuss und einen daraus entstandenen Brand zu 85 Prozent zerstört. Die Kirche St. Nicolai brannte vollständig aus, die meisten Bürgerbauten – darunter viele profane Baudenkmäler – gingen verloren. Die Burg Creuzburg erlitt nur geringe Beschädigungen. Die Bevölkerung war am Tag vor dem Beschuss oder kurz davor in die benachbarten Wälder oder in den Felsenkeller unter dem Burgberg geflüchtet.
Der US-amerikanischen Besatzung ab Anfang April 1945 folgte Anfang Juli 1945 die Rote Armee und die Eingliederung der damaligen Stadt in die Sowjetische Besatzungszone. Ab 1949 gehörte Creuzburg zur DDR, als Stadt im Kreis Eisenach bis 1952 zum Land Thüringen und ab 1952 zum Bezirk Erfurt. Creuzburg lag fast direkt an der Innerdeutschen Grenze zu Hessen und damit ab 1962 im unzugänglichen Sperrgebiet, bis 1973 im 5-km-Grenzstreifen mit all seinen Beschränkungen.
1962 wurden im Zuge einer erneuten Verwaltungsreform die Kleinsiedlungen Ebenau, Eschenborn und Mihlberg aus der Gemeinde Buchenau erneut nach Creuzburg umgemeindet; Eschenborn und Mihlberg wurden wenige Monate später aufgegeben. 1968 begann der Wiederaufbau der Kirche. 1969 wurde der Bahnverkehr auf der 1907 eröffneten Bahnstrecke Schwebda–Wartha, an der Creuzburg einen Bahnhof hatte, eingestellt und nachfolgend die Gleisanlagen demontiert.
Im November 1989 erfolgte die Grenzöffnung, im Oktober 1990 die Eingliederung in das Land Thüringen in der Bundesrepublik Deutschland. Schon ab 1945 wurden beachtliche Aufbauleistungen mit hunderttausenden unentgeltlichen Aufbaustunden in der fast völlig zerstörten Stadt vollbracht, ab 1990 unter wesentlich besseren materiellen Bedingungen.
Die Stadt Creuzburg bestand aus den Stadtteilen Creuzburg und Scherbda, das bei der Gebietsreform 1994 eingegliedert wurde. Der Beschluss zum Zusammenschluss der Stadt Creuzburg mit den Gemeinden Mihla und Ebenshausen zur Stadt Amt Creuzburg wurde im Oktober 2018 gefasst. Das Thüringer Gesetz zur freiwilligen Neugliederung kreisangehöriger Gemeinden im Jahr 2019 wurde am 12. September 2019 vom Thüringer Landtag beschlossen und trat am 31. Dezember 2019 in Kraft.

### Saline Wilhelmsglücksbrunn

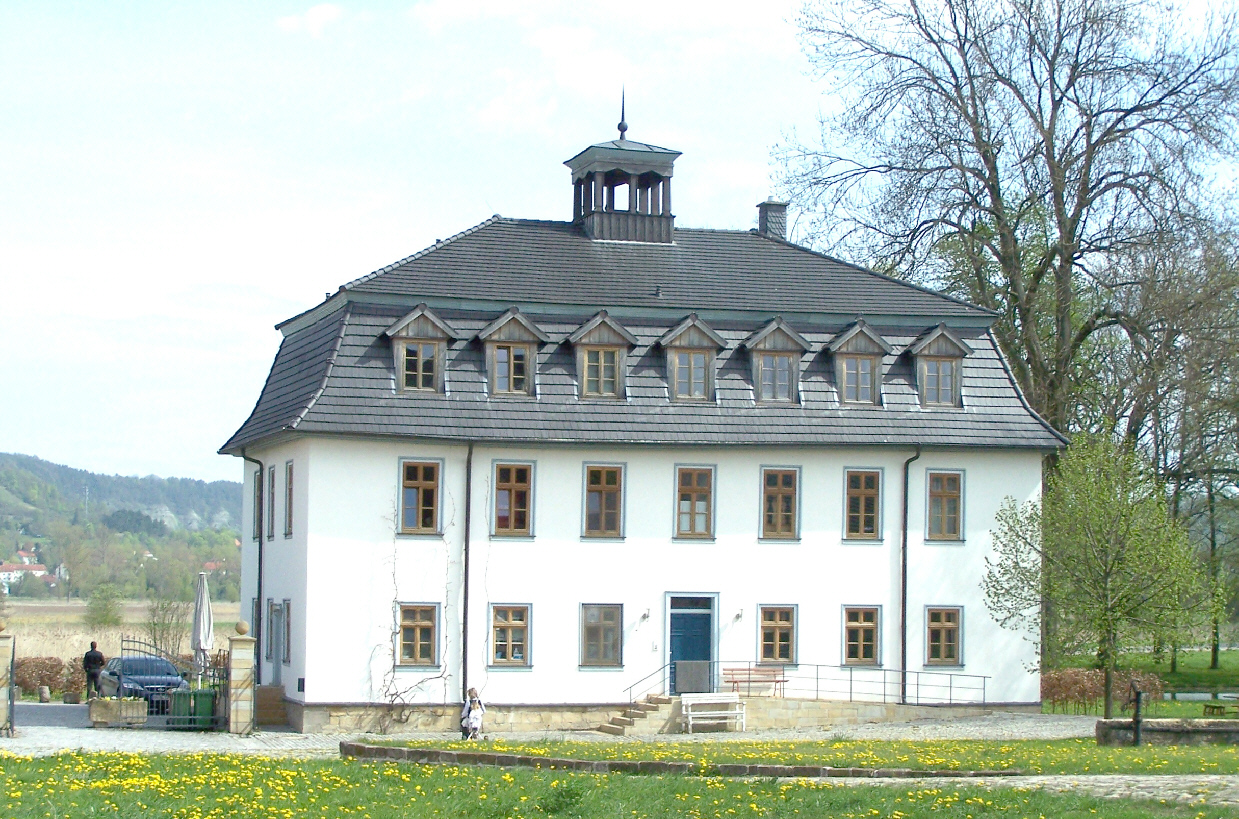
Restauriertes Hauptgebäude der Saline

Im Werratal, etwa zwei Kilometer südwestlich Creuzburgs, waren bereits im Spätmittelalter salzhaltige Quellen bekannt, deren Nutzung erstmals 1426 urkundlich belegbar ist. Begüterte Creuzburger Bürger begannen mit Zustimmung des Landesherrn und beraten von auswärtigen Spezialisten mit dem Aufbau einer Saline. Nach anfänglichen Schwierigkeiten produzierte das Werk nach einem im XII. Buch bei Georgius Agricola (De re metallica libri XII) beschrieben Verfahren unter Verwendung von Schöpfwerken und Siedepfannen. Diese erste Saline musste aber bereits in der Mitte des 16. Jahrhunderts wegen finanzieller Probleme aufgegeben werden.
Die Creuzburger Saline erlangte mit der Einführung der Dorngradierung unter dem Bergbau- und Salinenexperten Freiherr von Beust um 1730 eine bis dahin nie erreichte wirtschaftliche Blüte. Zur Ehre des Landesherrn, des sächsischen Herzogs Johann Wilhelm, wurde die Saline bei Creuzburg auf den Namen „Wilhelmsglücksbrunn“ umbenannt. Nach dem Verkauf an Privatleute wurden 1843 der Salinenbetrieb eingestellt und die technischen Anlagen abgebaut. Von der ursprünglichen Anlage blieben bis heute nur das Verwaltungsgebäude, einige Dämme und Wassergräben erhalten. Das Gelände wurde in einen landwirtschaftlichen Betrieb umgestaltet.
Im Jahre 1905 wurde in Eisenach die Kurbad Eisenach GmbH gegründet. Sie erwarb die Nutzungsrechte für die als Karolinenquelle gefasste Mineralwasserquelle bei Wilhelmsglücksbrunn. Am 8. Juli 1906 konnte der Kurbetrieb in der Eisenacher Südstadt eröffnet werden.

### Forstgeschichte

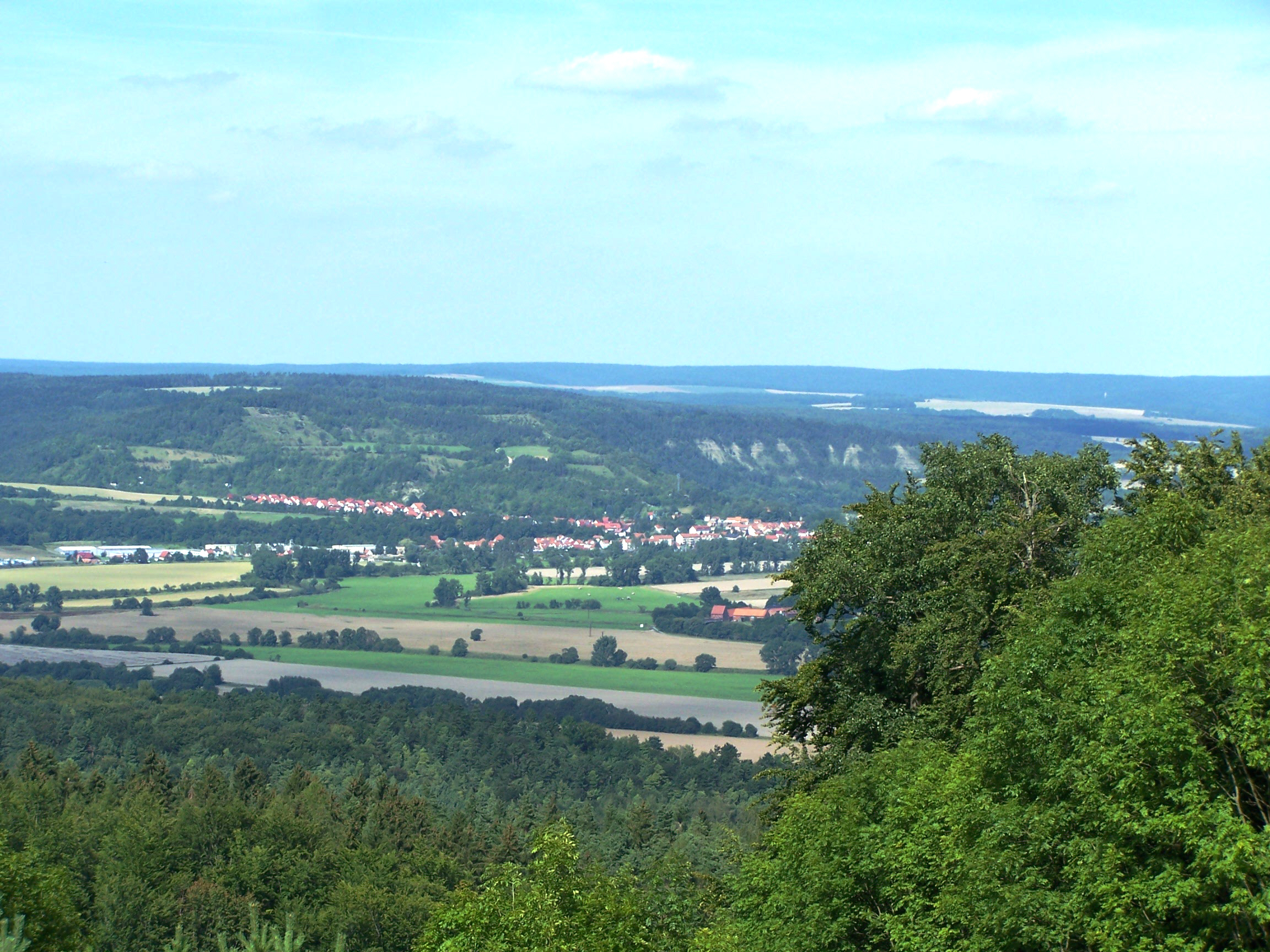
Das Werratal und Creuzburger Wälder vom Kielforst

Bereits 1540 wird erstmals die Existenz eines Försters, damals noch Forstknecht genannt, in Ifta erwähnt.
Das erste Flächenverzeichnis des damaligen Reviers Creuzburg mit den bekannten Forstorten Schlierberg, Klosterholz oder Mertell stammt aus dem Jahr 1557, und von 1569 existieren bereits exakte Flächengrößen der bewirtschafteten Wälder. Der Betrieb erfolgte traditionell nach dem Haubergprinzip mit Naturverjüngung.
Eine Zeichnung der Stadt Creuzburg von 1717 zeigt im Hintergrund nur wenige bewaldete Flächen. Mit dem steigenden Bedarf an Bauholz wurde ab etwa 1750 der Mittelwaldbetrieb favorisiert, der lediglich das Belassen einzelner, gut gewachsener Samenbäume, die später als Bauholz dienten, beinhaltete. Am Stadtrand wurde bereits eine Sägemühle am Mühlbach betrieben.
In Creuzburg erforderten zwei verheerende Stadtbrände 1765 und 1782 massive Einschläge für den Bauholzbedarf. Der Anteil von Nadelholz betrug 1767 nur 8,5 % (gegenwärtig noch über 30 %) und war in Mischwäldern zu finden. Aufgrund bedeutend besserer Holzqualitäten und eines viel höheren Ertrages ging die Forstwirtschaft seit der Mitte des 19. Jahrhunderts in etwa 100-jährigen Umtriebszeiten zum Hochwaldbetrieb über.
Durch massiven Ankauf in der Zeit nach 1886 vergrößerte das Großherzogtum Sachsen-Weimar-Eisenach den Staatswald um weitere etwa 760 ha Fläche (Forstorte: Eschenborn, Eierkuchenberg, Stöckig, Lindchen und Scherbdaer Struth). Die flächenmäßige Entwicklung des Reviers war nun durch ständige Aufforstungen gekennzeichnet, bevorzugt wurde Nadelholz, wodurch die Waldfläche 1926 auf 1627 ha anstieg.
Von 1907 an ermöglichte die Eisenbahn den massenhaften Abtransport des Holzes, zum Beispiel in Papierfabriken, hierzu wurde das Holz am Güterbahnhof Creuzburg zwischengelagert.

### Einwohnerentwicklung
Entwicklung der Einwohnerzahl:  Datenquelle: ab 1994 Thüringer Landesamt für Statistik – Werte vom 31. Dezember
| - 1994 – 2.468 - 1995 – 2.457 - 1996 – 2.491 - 1997 – 2.556 - 1998 – 2.627 - 1999 – 2.631 | - 2000 – 2.654 - 2001 – 2.622 - 2002 – 2.651 - 2003 – 2.655 - 2004 – 2.609 - 2005 – 2.576 | - 2006 – 2.544 - 2007 – 2.522 - 2008 – 2.456 - 2009 – 2.427 - 2010 – 2.419 - 2011 – 2.431 | - 2012 – 2.423 - 2013 – 2.410 - 2014 – 2.388 - 2015 – 2.373 - 2016 – 2.359 - 2017 – 2.338 | - 2018 – 2.305 |

## Kultur und Sehenswürdigkeiten

### Bauwerke

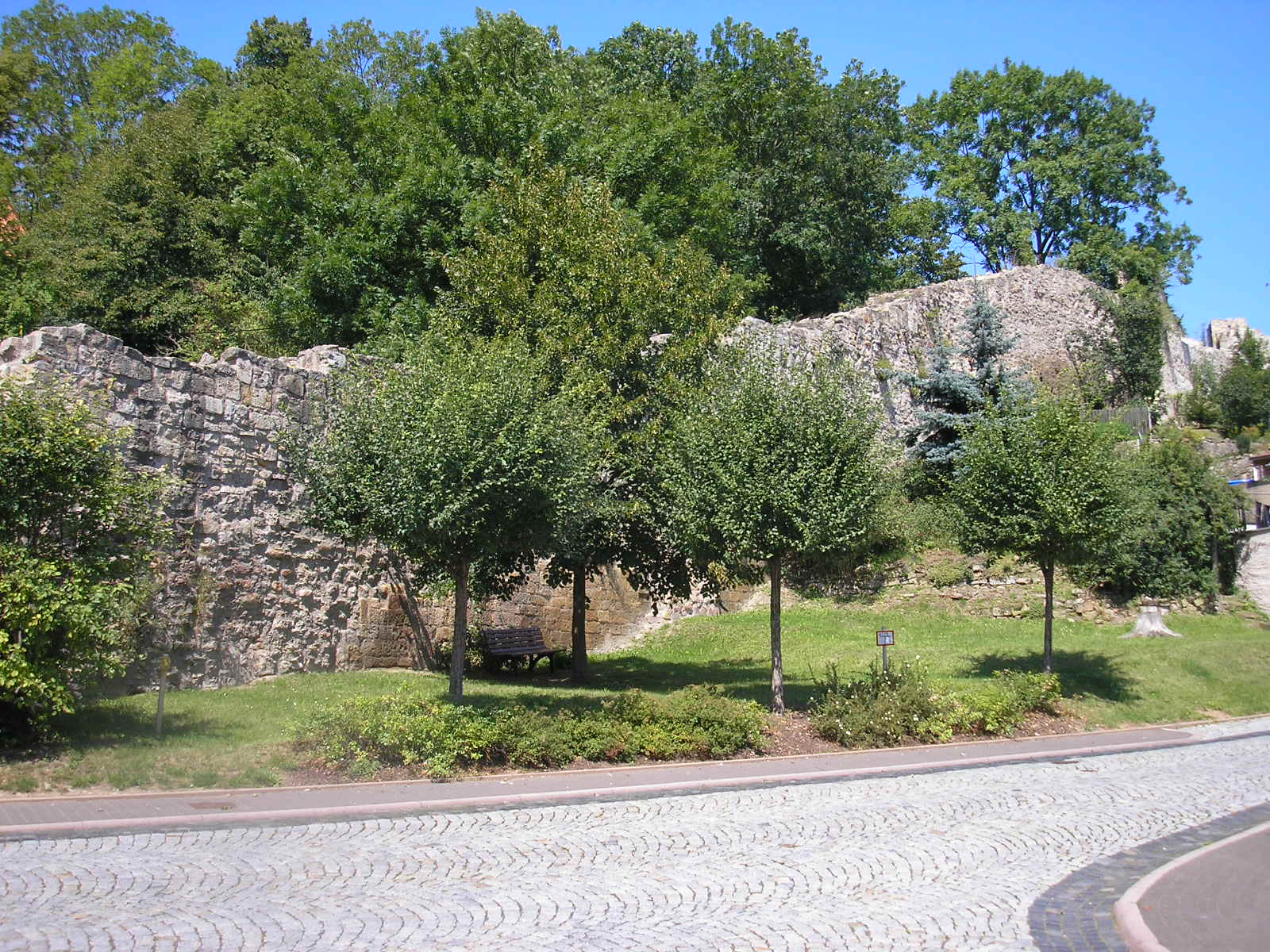
Reste der Stadtmauer

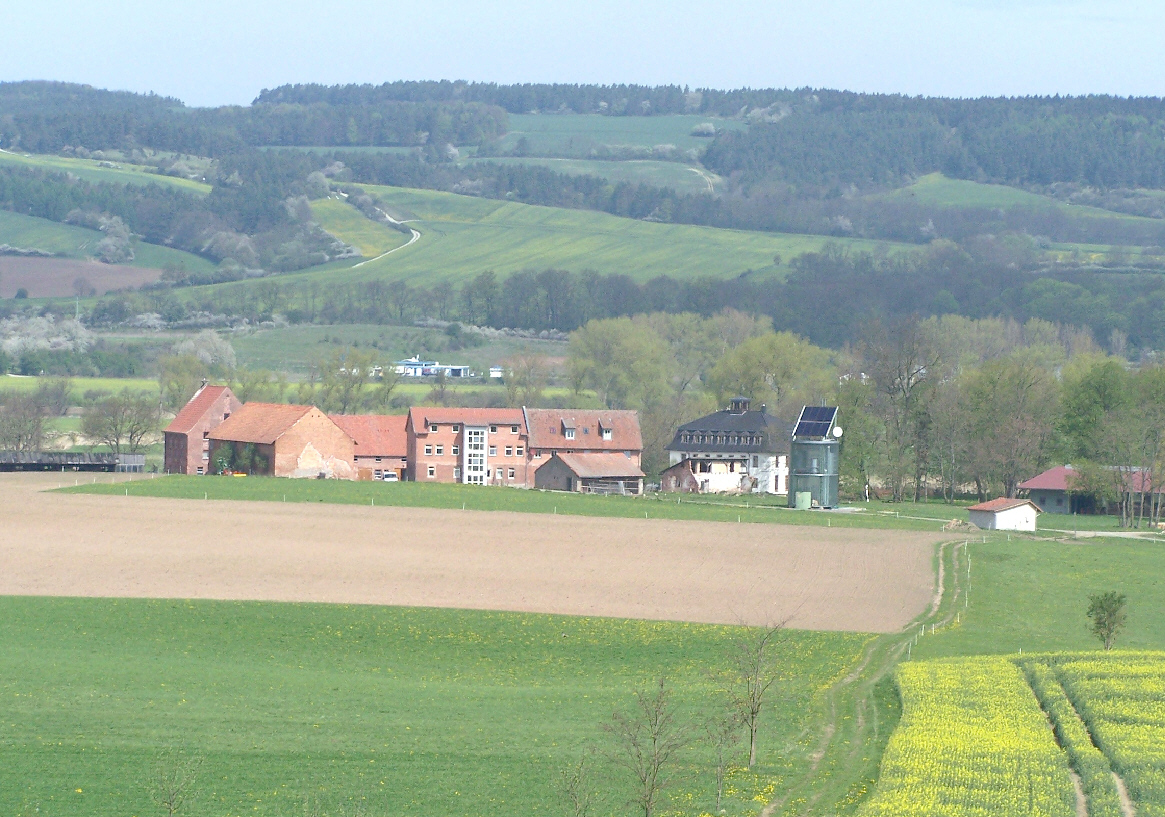
Blick zum Hofgut Wilhelmsglücksbrunn

- Namensgeber der Stadt ist die Burg Creuzburg, die zunächst einer der Residenzorte der Ludowinger und bevorzugter Aufenthaltsort der Heiligen Elisabeth von Thüringen, dann Sitz des wettinischen Amtes Creuzburg war. Die Creuzburg war über Jahrhunderte als Amtssitz in Landesbesitz. Dem Dienstadel blieb das Wohnrecht auf der Burg verwehrt, er errichtete deshalb im Stadtgebiet  repräsentative Hofanlagen, von denen aber nur wenige Zeugnisse bis in unsere Zeit erhalten blieben.
- Rathäuser: Mit Zustimmung des Stadtherren entstand schon um 1220 nördlich der Nikolaikirche das erste Creuzburger Rathaus, wahrscheinlich ein Mehrzweckgebäude im romanischen Baustil, es wird 1377 erstmals erwähnt. Der steigende Wohlstand der Stadt erlaubte, 1589 ein neues, zweites, viel größeres Rathaus am Marktplatz südlich der Nikolaikirche im Renaissancebaustil zu erbauen. Das alte Rathaus wurde zur Lateinschule umgewidmet. Dem Großbrand 1765 fiel auch das zweite Rathaus zum Opfer. Wegen fehlender Mittel zog sich der Wiederaufbau von 1770 bis 1825 hin – das Gebäude dieses dritten entstand nun im klassizistischen Stil. In der Zwischenzeit nutzte man Ausweichquartiere in der Stadt. Auch das dritte Rathausgebäude existiert heute nicht mehr, es brannte bei den Kampfhandlungen am 1. April 1945 aus, das Gelände ist heute Teil einer Grünanlage. Aus dem stark beschädigten Gebäude der Lateinschule entstand als einer der ersten Neubauten der Stadt nach Kriegsende das heutige (vierte) Rathaus im historisierenden Fachwerkstil.
- Von der ältesten Pfarrkirche, St. Andreas, verlieren sich urkundliche Spuren bereits 1312 (Cramer), ihre Lage ist unbekannt geblieben. Die Stadtkirche St. Nikolai, am Marktplatz erbaut ab 1215, ist eine kunstgeschichtlich bedeutende romanische Kirche in Thüringen. Sie brannte mehrfach, zuletzt nach Artillerie-Beschuss am 1. April 1945, vollkommen aus und wurde erst nach 1960 gesichert und schrittweise wieder aufgebaut. Die Ausstattung ist schlicht gehalten. Die „Gottesackerkirche“, auch St. Marien, bestand schon vor der Stadtgründung im 13. Jahrhundert. Sie überstand den Zweiten Weltkrieg weitgehend unbeschädigt, wurde aber in den 1970er Jahren zu Gunsten der Nikolaikirche aufgegeben. Sie wird seit Jahren als Ausstellungsort genutzt. Bemerkenswert ist auch die zur Gottesackerkirche führende Treppenanlage mit dem Renaissance-Portal. Die Gottesackerkirche war im Jahr 2022 ein Drehort für den Krimi Tod am Rennsteig – Auge um Auge.
- Auf dem Gelände des Creuzburger Kulturhauses und der benachbarten Schule befand sich im Mittelalter das von Landgraf Ludwig IV. gestiftete Augustiner-Nonnenkloster St. Jakob. Es war eines der bedeutendsten Klöster der Thüringer Landgrafschaft, wurde aber mit der Reformation aufgehoben. Sichtbare bauliche Reste fehlen, da die letzten Gebäude um 1860 den Bürgern der Stadt zum Abriss freigegeben wurden.
- Im Jahr 1499 veranlasste die Priorin des St.-Jakob-Klosters den Bau der Liboriuskapelle, einer Wallfahrtskapelle. Sie wurde dem Heiligen Liborius als Schutzpatron geweiht, möglicherweise im Zusammenhang mit der zu dieser Zeit entstehenden Saline. Im Innern befinden sich noch erkennbare Fresken, dargestellt sind unter anderem Szenen aus der Leidensgeschichte Christi und aus dem Leben der Elisabeth von Thüringen.
- Neben der Burg gilt die 1223 als siebenbogige Steinbogenbrücke erbaute Werrabrücke als hervorragendes Zeugnis romanischer Profanbaukunst in Creuzburg. Sie ist zugleich die älteste erhaltene Steinbrücke nördlich des Mains. Am 1. April 1945 wurden der zweite und dritte Landseitenbogen der Brücke, einschließlich Pfeilern, durch Explosion zerstört. Die Wiederherstellung erfolgte bald nach Kriegsende.
- Erhaltene Reste der mittelalterlichen Stadtbefestigung werden seit Jahren durch die Stadt gesichert und erhalten.
- Seit dem 18. Jahrhundert wurde Creuzburg in das Netz privater Postunternehmen einbezogen. Die Alte Posthalterei, ein sehenswerter Fachwerkbau am Plan, erinnert daran.
- Im Westen der Stadt wurde  1907  der Bahnhof eingeweiht, das Hauptgebäude blieb bis heute erhalten und wird gewerblich genutzt.
- Bereits seit dem 16. Jahrhundert wurde Quellwasser in hölzernen Röhrenleitungen zum Brauhaus am Plan und zu dem dort befindlichen repräsentativen Marktbrunnen geleitet. Mit ihrem Brunnenfest erinnert die Creuzburger Bürgerschaft alljährlich an dieses gemeinnützige Bauwerk.
- Die alte Turnhalle (Klosterstraße 38) blickt auf eine wechselvolle Geschichte zurück. 1924 ließ der Arbeiterturnverein als wetterfeste Heimstätte eine Turnhalle erbauen. Der Fachwerkbau war über viele Jahrzehnte die Creuzburger Schulsporthalle, während des Krieges wurde sie beschlagnahmt und für die Unterbringung von Kriegsgefangenen zweckentfremdet. Sie war nach Kriegsende ein Notquartier für obdachlose Bürger, zeitweise auch Kinosaal. In der DDR-Zeit diente sie wieder dem Schul- und Freizeitsport und wird heute vom Carnevalclub Creuzburg e. V., genutzt.

### Naturschutzgebiete
Das Durchbruchstal der Werra bei Creuzburg ist eine beeindruckende Flusslandschaft in Mitteldeutschland. Das hier befindliche Naturschutzgebiet Klosterholz und Nordmannssteine ist eine besondere Schutzzone gemäß Fauna-Flora-Habitat-Richtlinie der EU. Das nördlich angrenzende Schutzgebiet Ebenauer Köpfe und Wisch gilt als ein wichtiges Vernetzungselement im Biotopverbund des Werratals.

## Politik

### Ehemaliger Stadtrat
Der Stadtrat von Creuzburg setzte sich zuletzt sich aus 14 Ratsmitgliedern zusammen.
- CDU: 6 Sitze
- Freie Wähler: 3 Sitze
- SPD: 3 Sitze
- Unabhängige Wählergemeinschaft Scherbda: 2 Sitze

(Stand: Kommunalwahl am 26. Mai 2019)

### Ehemalige Bürgermeister
Von 1972 bis 1990 war Rudi Fink Bürgermeister der Stadt Creuzburg. Bei der ersten freien Kommunalwahl der DDR im Mai 1990 wurde der damals parteilose Rainer Schill zum hauptamtlichen Bürgermeister der Stadt gewählt und 1994 als Mitglied der CDU in seiner – nach der Kreisreform von 1994 nun ehrenamtlichen – Position bestätigt. Von 1999 bis 2010 übernahm Arndt Breustedt (CDU) das Amt. Im Juni 2010 wurde Ronny Schwanz (CDU) erstmals als ehrenamtlicher Bürgermeister gewählt und bekleidete dieses Amt mit einer erfolgreichen Wiederwahl am 5. Juni 2016 bis zur Auflösung der Gemeinde am 31. Dezember 2019.

### Wappen
| | Blasonierung: „In Blau eine silberne Burg mit großem vor der Zinnenmauer stehendem dreifenstrigen Mittelturm mit rotem Dach und goldenem Kreuz sowie geschlossenem goldenen Tor; zu beiden Seiten hinter der Zinnenmauer zwei kleinere gezinnte Türme mit roten Spitzdächern.“ |
| Wappenbegründung: Im Jahr 1213 erhielt Creuzburg durch Landgraf Hermann I. von Thüringen Stadtrecht und Siegel mit dem noch heute gültigen redenden Wappenbild SIGILLVM CIVIVM IN CRVCEBVRCH. Er ließ die damalige Siedlung mit einer Mauer umgeben. Die Burg Creuzburg, einer der Hauptsitze der Thüringer Landgrafen, gab auch der Stadt ihren Namen. | |

## Wirtschaft und Infrastruktur
Neben mehreren Hotels und Restaurants ist Creuzburg auch der Hauptsitz der Pollmeier Massivholz GmbH & Co. KG. Dieses Unternehmen betreibt große Laubholzsägewerke und beschäftigt in Creuzburg 400 Mitarbeiter.
Kriegsbedingt wurden nach 1939 Teile der Berliner Spezialfabrik für Spulen, Transformatoren und Drahtwiderstände Gustav Neumann nach Creuzburg verlagert. Der daraus entstandene Betrieb Gustav Neumann KG war in der DDR-Zeit zeitweise der größte Arbeitgeber im Ort. Ab 1972 hieß die Firma VEB Transformatorenwerk Creuzburg. Die dort produzierten elektronischen Bauteile waren in fast jedem in der DDR produzierten Fernseh- und Rundfunkempfänger enthalten. Ein weiterer wichtiger Zweig war der Bau von Filtern und Übertragern für die Telefontechnik der Post. 1990 wurde das Unternehmen von der hessischen Pikatron GmbH übernommen und im Jahr 1992 durch einen Neubau im 1991 geschaffenen Gewerbegebiet an der B 7 am Stadtrand erweitert.
Ebenfalls im Gewerbebetrieb ist die Firma TECHNOPLAST GmbH ansässig. Sie ist mit ihrem umfangreichen Lieferprogramm mit Schwerpunkt Dichtungs- und Klebebänder ein kompetenter und leistungsfähiger Partner für Handwerks- und Industriebetriebe.
Bereits nach dem Ersten Weltkrieg begann auf Betreiben Creuzburger Bürger im Nachbarort Buchenau der Aufbau eines Werkes der Kaliindustrie, die Deutsche Solvaywerke AG, die in der DDR-Wirtschaftsgeschichte ein besonderes Kapitel einnahm – als das zeitweise im belgischen Besitz befindliche Solvay-Werk (Buchenau), später VEB Sodafabrik Buchenau. Auf dem Werksgelände, zudem auch die in das Stadtgebiet von Creuzburg hineinreichenden Steinbrüche bei Ebenau und einige Abbauhalden gehörten, wurde Soda nach einem von Solvay patentierten Verfahren produziert, wozu auch die in der Tiefe vorhandenen Kalisalzlagerstätten angebohrt und mit Werrawasser angelöst wurden. Der Steinbruchbetrieb wurde bis Ende 2013 weiterbetrieben und dann renaturiert.
Das Thüringer Forstamt in Creuzburg ist zuständig für Nutzung, Pflege und Erhalt der ausgedehnten Waldbestände zwischen Eisenach und Mühlhausen/Thüringen.

### Verkehr
Durch Creuzburg führt ein Abschnitt der B 7, der Kassel im Nordwesten unter anderem über Ringgau, Ifta, Creuzburg und Krauthausen mit Eisenach im Südosten verbindet. An dieser Straße befindet sich sieben Kilometer südlich der Stadt die Anschlussstelle 39 Eisenach/West der A 4.
Am Roten Kopf am westlichen Stadtrand beginnt die B 250 und führt über die Nachbarstadt Treffurt nach Wanfried.
Die im Jahr 1907 in Betrieb genommene Bahnstrecke Schwebda–Wartha verband Creuzburg mit Eisenach, Mihla, Treffurt, Wanfried und Eschwege. Wegen der Sprengung mehrerer Werrabrücken am Ende des Zweiten Weltkriegs und der anschließenden Grenzziehung war der Verkehr nach Eschwege ab 1945 nicht mehr möglich. Der verbliebene Personenverkehr zwischen Mihla und Wartha über Creuzburg wurde 1962 eingestellt und die Bahnstrecke demontiert. Um den nach der Wende stark angewachsenen Durchgangsverkehr aus der Altstadt fernzuhalten, wurde in den 1990er Jahren auf der stillgelegten Bahntrasse im Westen und Süden der Stadt eine Umgehungsstraße gebaut.
Creuzburg liegt am Werra-Radweg, am Herkules-Wartburg-Radweg von Kassel nach Eisenach und ist westlichster Punkt des Radfernwegs Thüringer Städtekette.
Creuzburg wird mit verschiedenen Wartburgmobil-Buslinien an die umliegenden Gemeinden angeschlossen.

## Persönlichkeiten

### Söhne und Töchter Creuzburgs
- Ludwig IV. (Thüringen) (1200–1227), Landgraf von Thüringen
- Hermann II. (Thüringen) (1222–1241), Landgraf von Thüringen
- Sophie (1224–1275), verheiratet 1240 mit Heinrich II. Herzog von Brabant
- Johannes Rothe (1360–1434), bedeutender thüringischer Chronist
- Michael Praetorius (1571–1621), Komponist und bedeutender Musikschriftsteller
- Johann Christoph von Urbich (1653–1715), dänischer Botschafter und Minister in Wien
- Armin Rückoldt (1862–1929), deutsch-chilenischer Lehrer und Sammler von fremdsprachigen Schulredensarten
- Karl-Heinz Bomberg (* 1955), Liedermacher, Autor und Arzt

### Ehrenbürger
- Paul von Hindenburg (1847–1934), Generalfeldmarschall[14]
- Georg Kossenhaschen (1868–1931), Hotelier, Schriftsteller und Mäzen, erwarb und restaurierte ab 1921 die Creuzburg als privaten Wohnsitz und Schriftstellerheim. Der Besuch des Hochstaplers Harry Domela, über den dieser in seinen Memoiren „Der falsche Prinz“ (1927) berichtete, rückte die Creuzburg kurzzeitig in den Fokus der Weltöffentlichkeit.
- Carl August Rau (1890–1921), Professor für Musikgeschichte in Bückeburg, Prätorius-Forscher, wurde am 17. November 1917 zum Ehrenbürger ernannt für seine Verdienste um die Erforschung der Creuzburger Musikgeschichte. Rau war später auch noch maßgeblich an der Vorbereitung und Durchführung der Feierlichkeiten zum Prätorius-Jubiläum im Jahr 1921 beteiligt.[15]
- Horst Schmidt (1924–1995), Flugzeugbauer, zum Tag der deutschen Einheit am 3. Oktober 1992 auf einstimmigen Beschluss der Stadtverordnetenversammlung als erster Bürger nach der Wiedervereinigung zum Ehrenbürger von Creuzburg ernannt für seine Verdienste um die Creuzburg: Als Ortschronist und Vorsitzender des Burgvereins verfasste er zahlreiche Abhandlungen und Festschriften zur Geschichte der Burg und trug damit maßgeblich zum Erhalt und Wiederaufbau der Burg bei.[16]
- Monika Harms (* 1946), Generalbundesanwältin, am 5. Februar 2010 zur Ehrenbürgerin ernannt für ihre Verdienste um die Sanierung der Liboriuskapelle[17]
- Andreas Creuzburg, Chemiker, am 5. Februar 2010 zum Ehrenbürger ernannt für seine Verdienste um die Sanierung der Liboriuskapelle[17]

### Weitere Persönlichkeiten mit Bezug zu Creuzburg
Hier werden bekannte Persönlichkeiten aufgeführt, die in Creuzburg einen Teil ihres Lebens verbracht haben, hier gewirkt haben oder in Creuzburg gestorben sind.
- Bonifatius (* 672/673 als Winfried in Crediton, Wessex, England; † 5. Juni 754 in Dokkum, Friesland), Benediktinermönch, erster Missionar im Creuzburger Gebiet  und „Apostel der Deutschen“; an ihn erinnert das Denkmal im Burghof und ein Bonifatiuskreuz  (Steinkreuz) an der Werra bei Buchenau.
- Heilige Elisabeth von Thüringen (1207–1231): In ihrer Zeit als Gattin des Landgrafen von Thüringen war die Creuzburg ihr bevorzugter Aufenthaltsort. Hier gebar sie auch 1222 ihren Sohn Herrmann.
- Gottfried Heinrich Krohne, Baumeister und Architekt, wirkte 1744–1747 in Creuzburg, er verwirklichte die Pläne zur Umwandlung der mittelalterlichen Burg in eine barocke Schlossanlage, Krohne leitete auch die komplizierten Instandsetzungsarbeiten an der Werrabrücke.
- Harry Domela, alias Baron Korff. Als vermeintlicher und inkognito reisender Prinz Wilhelm von Preußen war der Abenteurer und Hochstapler im Sommer 1926 mehrere Wochen Ehrengast der Stadt und wurde auf der Creuzburg hofiert.

Als weitere Form der Ehrung für Verdienste um das Gemeinwohl der Stadt Creuzburg gilt die Benennung von Straßennamen, dies betrifft die verstorbenen Creuzburger Bürger:
- Adelbert Kühmstedt
- Horst Schmidt
- Hans Wolzendorf

## Sonstiges

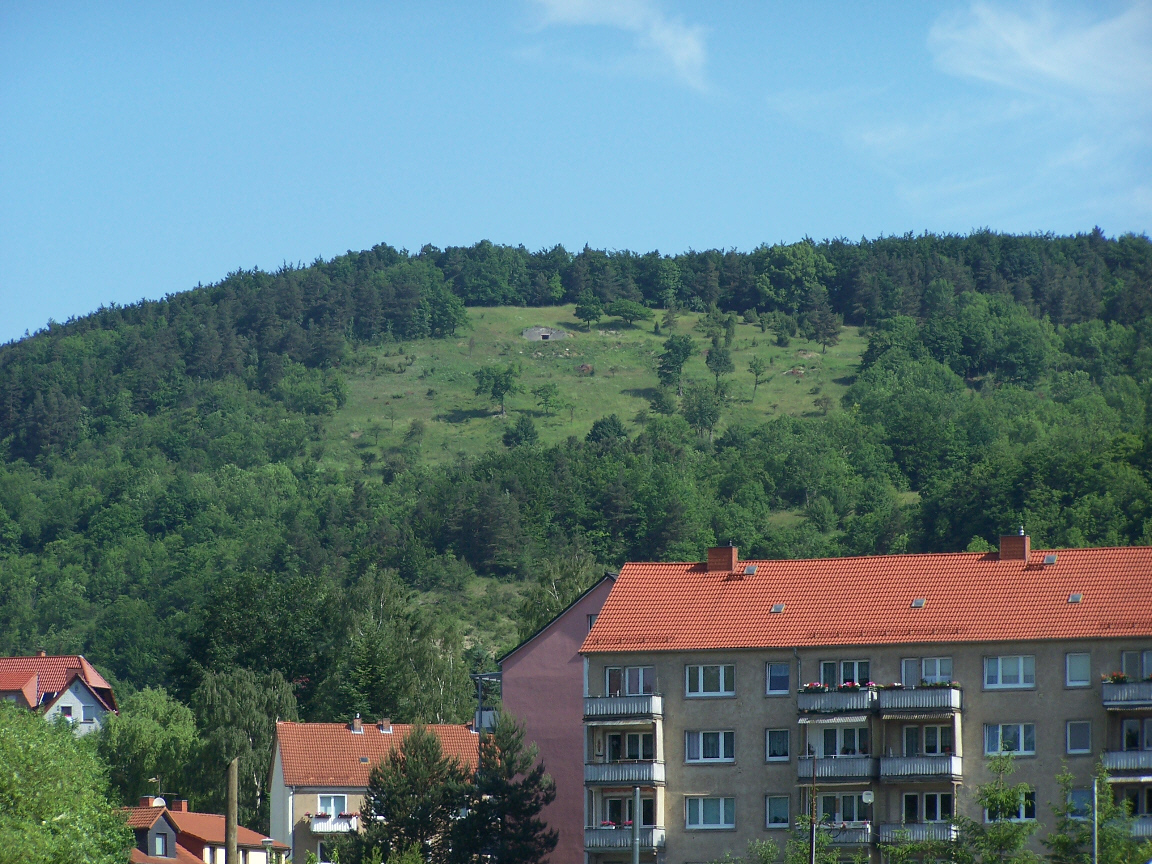
Die Kossenhaschen-Gruft blieb leer, beerdigt wurde er in Erfurt.

- Der Beiname Creuzburger Kröpfe erinnert an eine anatomische Auffälligkeit bei einem Teil der einstigen Stadtbevölkerung. Durch Jodmangel in der Nahrung bildeten viele Einwohner eine vergrößerte Schilddrüse Struma aus.
- Kossenhaschens Gruft, die weithin sichtbare Ruine des Erbbegräbnisses, wurde nie fertiggestellt.
- Creuzburg ist literarischer Schauplatz des historischen Romans Unter dem Sparrenschild der Schriftstellerin Ludovica Hesekiel. Dieser handelt als Familiensaga vom Leben der von Witzleben vor dem Ausbruch des Bauernkrieges 1525.